# Спырку, Дойна
Дойна Тудора Спырку (рум. Doina Tudora Spîrcu; род. 24 июля 1970, Слобозия), в девичестве Крачун (рум. Craciun) — румынская гребчиха, выступавшая за сборную Румынии по академической гребле в период 1988—2001 годов. Чемпионка летних Олимпийских игр в Атланте, чемпионка мира, победительница и призёрка многих регат национального значения.

## Биография
Дойна Крачун родилась 24 июля 1970 года в городе Слобозия, Румыния. Занималась академической греблей в клубе «Штиинце».
Впервые заявила о себе в гребле на международной арене в сезоне 1988 года, когда вошла в состав румынской национальной сборной и выступила на юниорском мировом первенстве в Милане, где выиграла золотую медаль в зачёте распашных рулевых четвёрок.
В 1992 году в парных двойках одержала победу на молодёжном Кубке наций в Глазго.
Первого серьёзного успеха на взрослом международном уровне добилась в 1995 году, когда побывала на чемпионате мира в Тампере и привезла оттуда награду серебряного достоинства, выигранную в восьмёрках — в финале пропустила вперёд только экипаж из Соединённых Штатов.
Благодаря череде удачных выступлений удостоилась права защищать честь страны на летних Олимпийских играх 1996 года в Атланте — в составе экипажа, куда также вошли гребчихи Лильяна Гафенку, Вероника Кокеля,  Анка Тэнасе, Марьоара Попеску, Йоана Олтяну, Элисабета Липэ, Дойна Игнат и рулевая Елена Джорджеску, в решающем финальном заезде пришла к финишу первой, опередив ближайших преследовательниц из Канады более чем на четыре секунды, и тем самым завоевала золотую олимпийскую медаль.
В 1997 году победила на этапе Кубка мира в Париже, тогда как на мировом первенстве в Эгбелете стала серебряной призёркой в программе распашных безрульных четвёрок, уступив в финале британским спортсменкам.
В 1999 году в восьмёрках была лучшей на двух этапах Кубка мира и на чемпионате мира в Сент-Катаринсе.
Находясь в числе лидеров гребной команды Румынии, благополучно прошла отбор на Олимпийские игры 2000 года в Сиднее. На сей раз попасть в число призёров не смогла, в парных четвёрках сумела квалифицироваться лишь в утешительный финал B и расположилась в итоговом протоколе соревнований на девятой строке. Кроме того, в этом сезоне отметилась выступлением на мировом первенстве в Загребе, где стала бронзовой призёркой в распашных безрульных четвёрках.
После сиднейской Олимпиады Спырку ещё в течение некоторого времени оставалась в основном составе румынской национальной сборной и продолжала принимать участие в крупнейших международных регатах. Так, в 2001 году в восьмёрках она победила на этапе Кубка мира в Севилье и добавила в послужной список серебряную награду, полученную на чемпионате мира в Люцерне. Вскоре по окончании этого сезона приняла решение завершить спортивную карьеру.